# Parque da Cidade (Jundiaí)
O Parque da Cidade, desenvolvido e construído pela DAE Jundiaí, empresa responsável por sua manutenção, foi inaugurado oficialmente no dia 21 de abril de 2004, e tornou-se um dos cartões postais de Jundiaí. É uma das atrações preferidas da população da cidade e região para aproveitar os finais de semana e feriados.

## Parque
Em média, o Parque da Cidade recebe 500 pessoas durante a semana. Aos finais de semana e feriados este número aumenta para aproximadamente 5 mil. O espaço de 500 mil metros conta com atrações para a família e surpreende por suas belezas naturais. Além de oferecer lazer e qualidade de vida à população, foi construído para evitar a ocupação irregular no entorno da represa que abastece o município de Jundiaí.
Dentro do parque existem rotas para os ciclistas e pedestres com 2,7 km de extensão, há um trecho que liga o Parque da Cidade até o Jardim Botânico que tem aproximadamente 4,5 km de extensão. Possui academias ao ar livre, pista de automodelismo on-road e off-road, aeromodelismo, quadras poliesporivas, centro náutico.

### Galeria

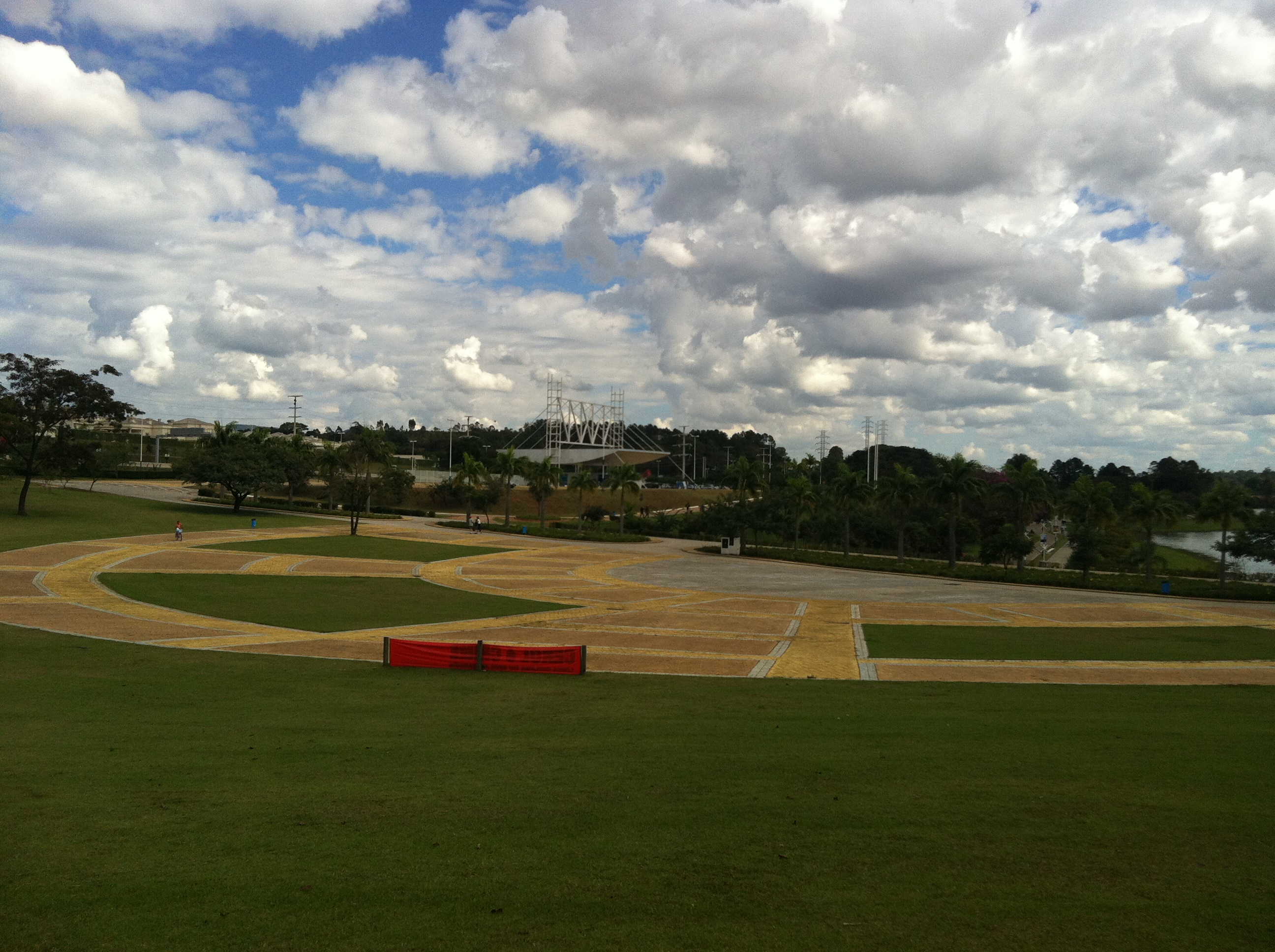
Praça Pôr do Sol
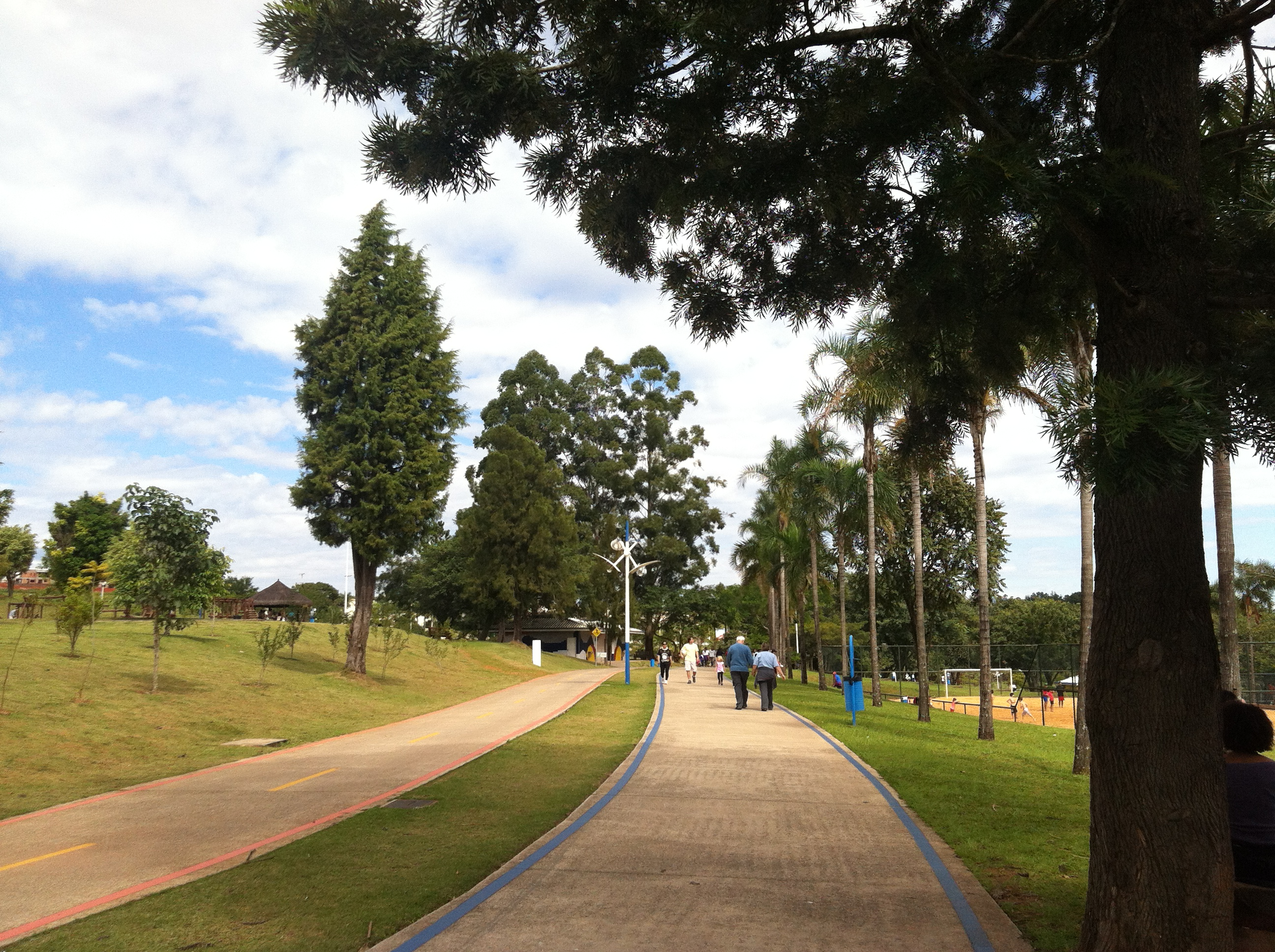
Pista de caminhada e ciclovia
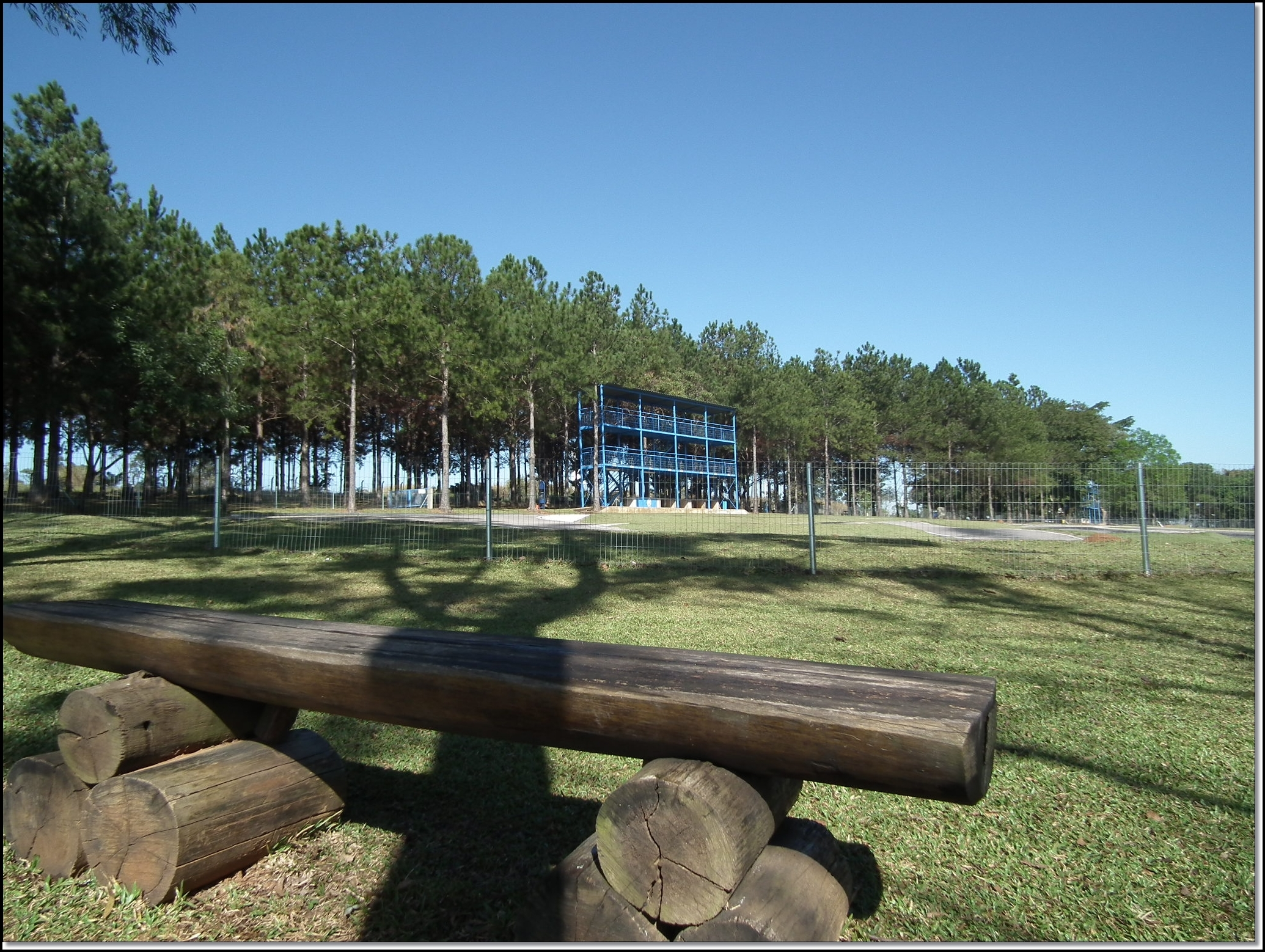
Pista de Automodelismo
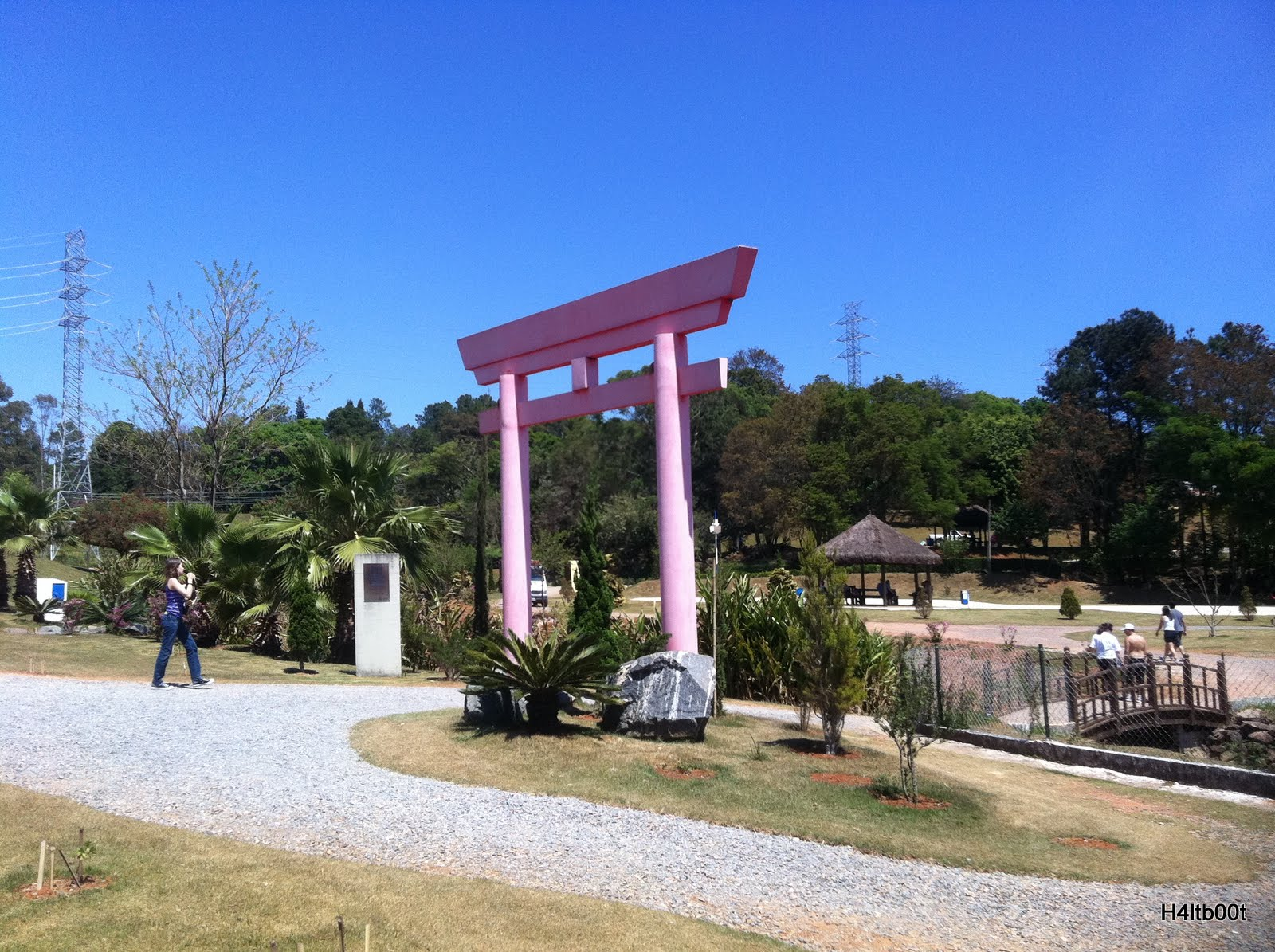
Jardim Japonês
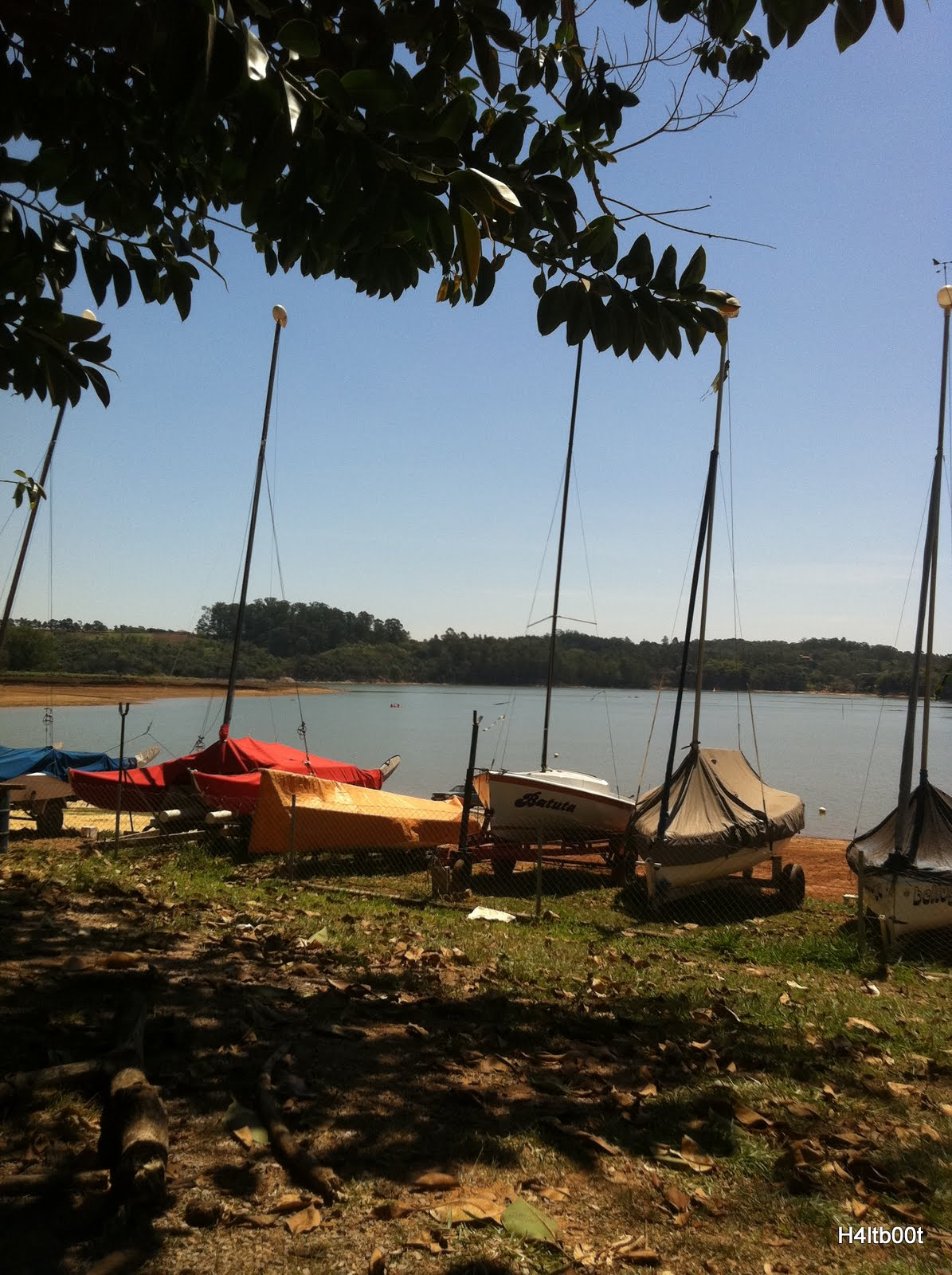
Centro Náutico

## Mundo das Crianças
Em 2020, anexo ao parque da cidade foi inaugurado o mundo das crianças contando com 170 mil m², com mesmo intuito de preservação mas possuindo foco nas crianças possuindo atrações como: paredes de escalada, casa na árvore, ciclovia, pistas de caminhada, trilhas,  quadras esportivas, pista de skate, área interativa com chafarizes, fontes e brinquedos aquáticos, playground.